# Hong Xiuquan
Hong Xiuquan (ur. 1 stycznia 1814 w Huaxian (obecnie Huadu), prowincja Guangdong, zm. 30 czerwca 1864 w Nankinie) – przywódca powstania tajpingów, chłopskiej rebelii skierowanej przeciwko chińskim władcom z mandżurskiej dynastii Qing.

## Życiorys
Urodził się w ubogiej rodzinie należącej do zamieszkującej południowo-wschodnie Chiny grupy etnicznej Hakka. 
Po odzyskaniu zdrowia po ciężkiej chorobie, na którą zapadł po trzykrotnym niepowodzeniu na egzaminach urzędniczych, stanowiących praktycznie jedyną szansę kariery dla przedstawicieli uboższych warstw chińskiego społeczeństwa, Hong oświadczył iż spotkał Boga. Lektura dzieł protestanckich misjonarzy doprowadziła go do przekonania, iż dane mu było spotkać Boga chrześcijańskiego, który powierzył mu misję wypędzenia „demonów”, mandżurskich władców Chin. Główny wpływ wywarły na niego poglądy nawróconego na chrześcijaństwo Chińczyka Liang Fa, głoszącego wizję surowego i okrutnego Boga Ojca. Inspirując się pobieżnie poznaną doktryną chrześcijańską Hong zbudował własną teologię, uznając się za młodszego brata Jezusa.
Wspólnie z kuzynem Feng Yunshanem stworzył nowy ruch religijny – Stowarzyszenie Wielbicieli Boga. Radykalizm nowego ruchu naraził Hakka na prześladowania ze strony miejscowych urzędników. W 1851 roku zwolennicy Honga ze Stowarzyszenia Wielbicieli Boga opanowali miasto Jintian w Kuangsi. Proklamowali wówczas powstanie Niebiańskiego Królestwa Wielkiego Pokoju (太平天囯, Tàipíng Tiān Guó). Hong przyjął tytuł Niebiańskiego Króla i ogłosił się władcą nowego państwa. Z Jintian tajpingowie ruszyli na północ. W 1853 zajęli miasto Nankin, który przekształcili w główny ośrodek swojego państwa nadając mu nazwę Niebiańskiej Stolicy. 
Powstanie tajpingów rozszerzyło się także na obszary położone nad dolną i środkową rzeką Jangcy. Powstańcy usiłowali przenieść działania wojenne dalej na północ i zająć Pekin. Jednak wzrastający opór Mandżurów i wylew Żółtej Rzeki spowodował załamanie ich ofensywy. Jednocześnie wśród przywódców ruchu nasiliły się konflikty i spory. Tajpingowie nie potrafili skutecznie zarządzać zdobytymi obszarami i przeciwstawić się ofensywie Mandżurów. Hong zmarł w 1864, jego krótkotrwałym następcą został syn, Hong Tianguifu. W tym samym roku wojska cesarskie zdobyły Nankin. Powstanie tajpingów upadło.